# Philocleon
Philocleon is een geslacht van rechtvleugeligen uit de familie veldsprinkhanen (Acrididae). De wetenschappelijke naam van dit geslacht is voor het eerst geldig gepubliceerd in 1897 door Scudder.

## Soorten
Het geslacht Philocleon omvat de volgende soorten:
- Philocleon anomalus Roberts, 1941
- Philocleon luceroae Fontana & Buzzetti, 2007
- Philocleon nigrovittatus Stål, 1875
- Philocleon ottei Fontana & Buzzetti, 2007
- Philocleon scudderi Hebard, 1932